# نورينت فونتس
نورينت فونتس (بالفرنسية: Norrent-Fontes)‏ هي بلدية تقع في إقليم باد كاليه من منطقة نور با دو كاليه في شمال فرنسا. تبلغ مساحة هذه المدينة 5.7 (كم²)، وترتفع عن سطح البحر 27 م، يبلغ عدد سكانها 1460 نسمة حسب إحصاء المعهد الوطني للإحصاء والدراسات الاقتصادية سنة 2009 م. وترأس Marc Boulnois البلدية خلال فترة (2008-2014).

## أعلام
- جوليس نويل